# Гевандгаус

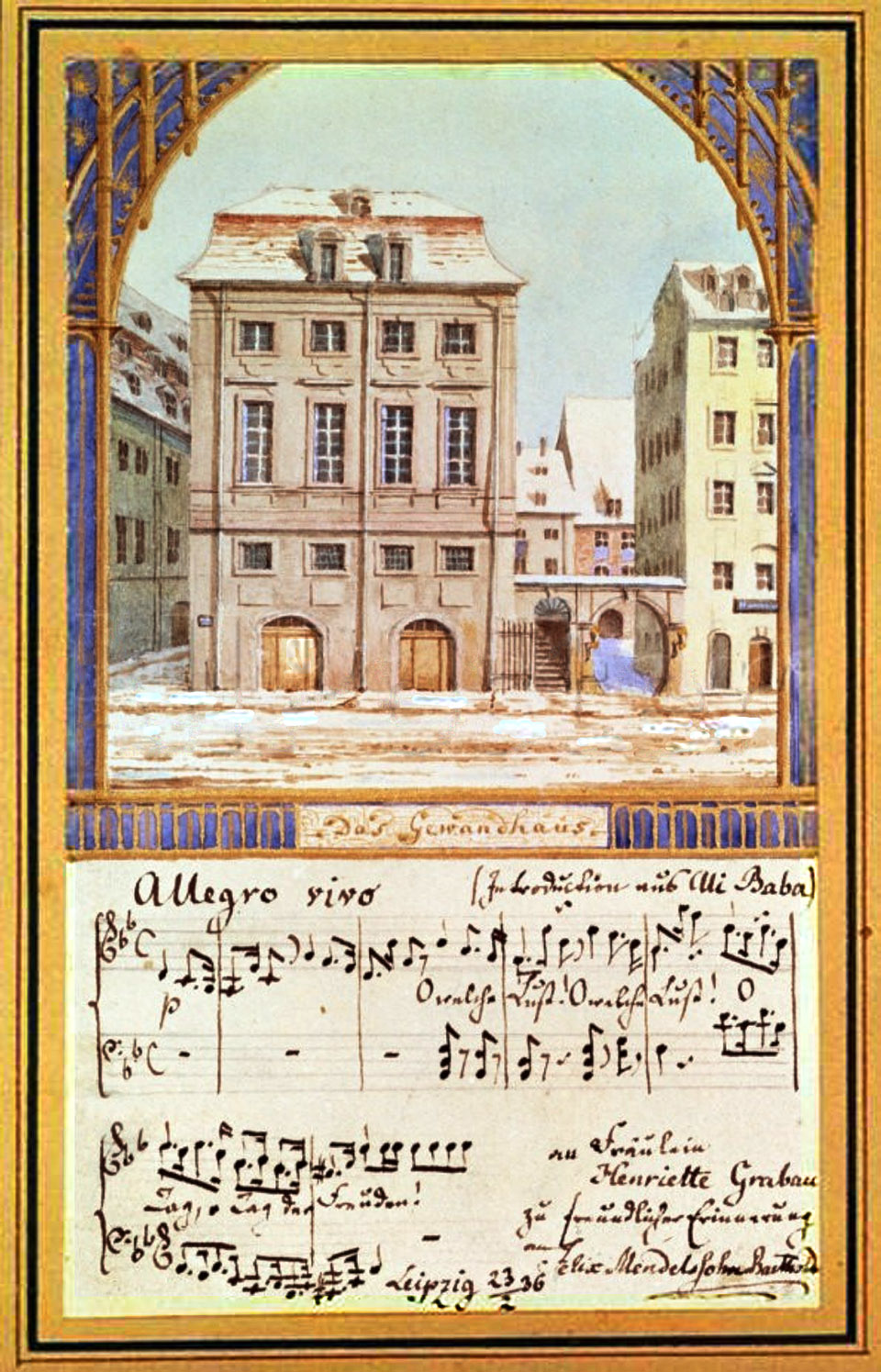
Перший Ґевандгауз (1781)

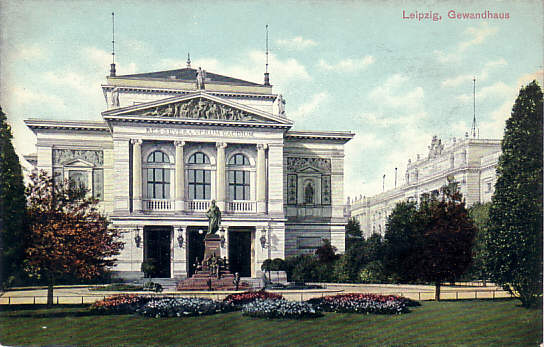
Другий Ґевандгауз (1884)

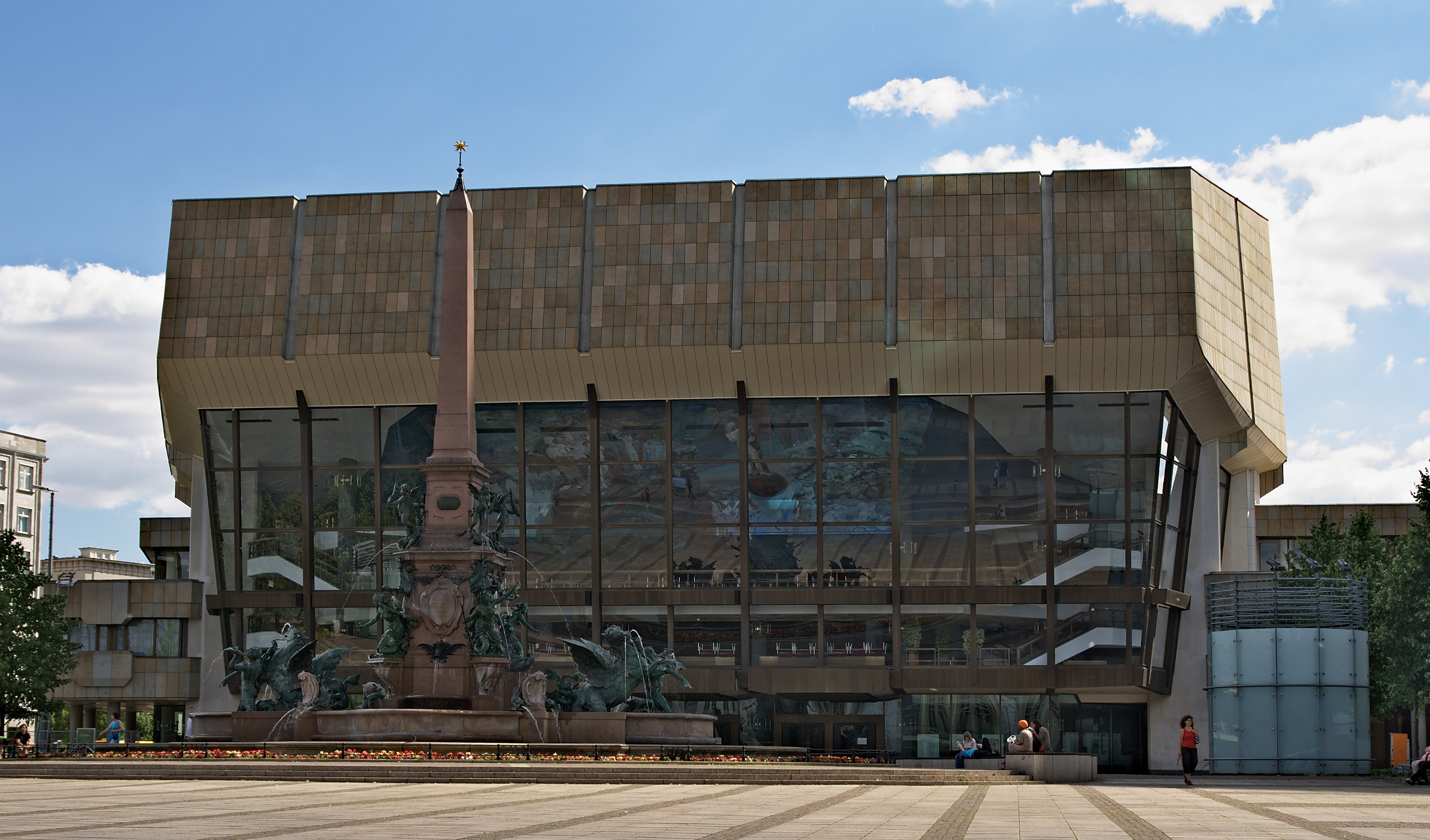
Третій Ґевандгауз (1981)

51°20′16″ пн. ш. 12°22′50″ сх. д. / 51.337778° пн. ш. 12.380556° сх. д.
Ґевандгауз, Гевандгаус (нім. Gewandhaus) — концертний зал в місті Лейпциг, Німеччина. Назва дослівно перекладається як «Будинок тканин» і походить від гільдії купців тканин, що займали там перший поверх. Сучасну будівлю зараховують до десятки найважливіших пам'яток Лепцига, у якій виступають зірки світової слави. 

## Історія
Будівля першого лейпцизького Ґевандгаузу була споруджена в старому місті в 1498 року виконувала функцію складського приміщення (нім. Zeughaus). Оскільки перший поверх використовувала гільдія купців тканин та вовняних виробів як ярмаркове приміщення невдовзі весь будинок стали називати Ґевандгауз. 1743 року 16 лейпцизьких купців заснували концертне товариство  Großes Concert. Оркестр цього товариства спершу складався з 16 музикантів. Перший концерт відбувся 11 березня 1743 року. З 1744 року концерти проходили в заїжджому дворі "Drey Schwanen" в лейпцизькому кварталі Брюль. 
У 1780–1781 роках на замовлення міської влади другий поверх Ґевандгаузу архітектор Йоганн Карл Фрідріх Даут перебудував на концертний зал. З південного боку квадратової зали була сцена для оркестру (63 м²). Після переїзду ярмаркового дому гільдії купців тканин у 1781 році музичний колектив товариства став називатися оркестром Ґевандгаузу (нім. Gewandhausorchester).
11 грудня 1884 року в музичному кварталі на південний захід від центру Лейпцига було відкрито новий концертний зал, який за традицією також називали Ґевандгаузом.  У грудні 1943 та лютому  1944 року концертний зал дуже постраждав під час бомбових ударів по місту. Після зруйнування другого Ґевандгаузу його оркестр з 1945 по 1981 рік тимчасово виступав у Конґресгаллє біля Зоопарку. І нарешті 8 жовтня 1981 року було відкрито третю будівлю Ґевандгаузу, що є домашньою сценою Лейпцизького оркестру й до сьогодні.
Восени 1989 року Ґевандгауз набув політичного значення. Курт Мазур відкрив його двері для проведення так званих «Розмов у Ґевандгаузі» (Gewandhausgespräche) - публічних політичних дискусій, на яких йшлося про реформи й майбутнє НДР. Завдяки цим розмовам Ґевандгауз став платформою політичної опозиції в НДР.

## Зали
Великий зал (Große Saal) має 1 900 місць і відзначається особливо доброю акустикою. 
Малий зал у 1997 році було перебудовано в зал імені Мендельсона, він має 498 місць й найчастіше використовується для концертів камерної музики. 

## Окремі факти
Журналіст Юрій Макаров використав уявну загибель музикантів Ґевандгауз-оркестру у 1942 році як образ для виміру ставлення суспільства до загибелі російського пропагандистського десанту в 2016 році